# Провулок Космонавта Поповича (Житомир)
Провулок Космонавта Поповича — провулок в Корольовському районі Житомира. Названий на честь українського та радянського льотчика-космонавта Павла Поповича.

## Історія
До 20 травня 2016 року мав назву «3-й провулок Леваневського».
Відповідно до розпорядження був перейменований на провулок Космонавта Поповича.
Під час громадських обговорень щодо перейменування однією з версій була назва на честь Петра Нестерова.